# Saint-Gervais-la-Forêt
Saint-Gervais-la-Forêt és un municipi francès, situat al departament del Loir i Cher i a la regió de Centre – Vall del Loira. L'any 2007 tenia 3.433 habitants.

## Demografia

### Població
El 2007 la població de fet de Saint-Gervais-la-Forêt era de 3.433 persones. Hi havia 1.383 famílies, de les quals 309 eren unipersonals (112 homes vivint sols i 197 dones vivint soles), 566 parelles sense fills, 426 parelles amb fills i 82 famílies monoparentals amb fills.
La població ha evolucionat segons el següent gràfic:
Habitants censats

### Habitatges
El 2007 hi havia 1.499 habitatges, 1.431 eren l'habitatge principal de la família, 14 eren segones residències i 53 estaven desocupats. 1.342 eren cases i 123 eren apartaments. Dels 1.431 habitatges principals, 1.077 estaven ocupats pels seus propietaris, 335 estaven llogats i ocupats pels llogaters i 19 estaven cedits a títol gratuït; 43 tenien una cambra, 70 en tenien dues, 213 en tenien tres, 367 en tenien quatre i 739 en tenien cinc o més. 1.164 habitatges disposaven pel capbaix d'una plaça de pàrquing. A 621 habitatges hi havia un automòbil i a 704 n'hi havia dos o més.

### Piràmide de població
La piràmide de població per edats i sexe el 2009 era:
| Homes | Edats   | Dones |
| ----- | ------- | ----- |
| 0     | 95 o +  | 4     |
| 4     | 90 a 94 | 16    |
| 16    | 85 a 89 | 20    |
| 16    | 80 a 84 | 16    |
| 56    | 75 a 79 | 36    |
| 72    | 70 a 74 | 92    |
| 100   | 65 a 69 | 116   |
| 92    | 60 a 64 | 92    |
| 96    | 55 a 59 | 88    |
| 144   | 50 a 54 | 124   |
| 116   | 45 a 49 | 156   |
| 120   | 40 a 44 | 140   |
| 100   | 35 a 39 | 120   |
| 116   | 30 a 34 | 80    |
| 92    | 25 a 29 | 92    |
| 96    | 20 a 24 | 84    |
| 132   | 15 a 19 | 108   |
| 152   | 10 a 14 | 60    |
| 72    | 5 a 9   | 140   |
| 72    | 0 a 4   | 60    |

## Economia
El 2007 la població en edat de treballar era de 2.102 persones, 1.556 eren actives i 546 eren inactives. De les 1.556 persones actives 1.444 estaven ocupades (742 homes i 702 dones) i 111 estaven aturades (51 homes i 60 dones). De les 546 persones inactives 225 estaven jubilades, 181 estaven estudiant i 140 estaven classificades com a «altres inactius».

### Ingressos
El 2009 a Saint-Gervais-la-Forêt hi havia 1.364 unitats fiscals que integraven 3.405,5 persones, la mediana anual d'ingressos fiscals per persona era de 21.563 €.

### Activitats econòmiques
Dels 225 establiments que hi havia el 2007, 2 eren d'empreses alimentàries, 1 d'una empresa de fabricació de material elèctric, 1 d'una empresa de fabricació d'elements pel transport, 9 d'empreses de fabricació d'altres productes industrials, 26 d'empreses de construcció, 76 d'empreses de comerç i reparació d'automòbils, 5 d'empreses de transport, 11 d'empreses d'hostatgeria i restauració, 3 d'empreses d'informació i comunicació, 12 d'empreses financeres, 7 d'empreses immobiliàries, 25 d'empreses de serveis, 24 d'entitats de l'administració pública i 23 d'empreses classificades com a «altres activitats de serveis».
Dels 58 establiments de servei als particulars que hi havia el 2009, 2 eren oficines bancàries, 2 funeràries, 11 tallers de reparació d'automòbils i de material agrícola, 2 tallers d'inspecció tècnica de vehicles, 1 establiment de lloguer de cotxes, 2 paletes, 3 guixaires pintors, 5 fusteries, 7 lampisteries, 1 electricista, 2 empreses de construcció, 3 perruqueries, 2 veterinaris, 8 restaurants, 4 agències immobiliàries i 3 salons de bellesa.
Dels 34 establiments comercials que hi havia el 2009, 2 eren grans superfícies de material de bricolatge, 1 una gran superfície de material de bricolatge, 2 fleques, 2 carnisseries, 2 llibreries, 1 una llibreria, 2 botigues d'equipament de la llar, 4 sabateries, 2 botigues d'electrodomèstics, 8 botigues de mobles, 2 botigues de material esportiu, 2 botigues de material de revestiment de parets i terra, 2 drogueries i 2 floristeries.
L'any 2000 a Saint-Gervais-la-Forêt hi havia 5 explotacions agrícoles.

## Equipaments sanitaris i escolars
L'únic equipament sanitari que hi havia el 2009 era una farmàcia.
El 2009 hi havia 1 escola maternal i 1 escola elemental.

## Poblacions properes
El següent diagrama mostra les poblacions més properes.